# Jean Ferdinand Schwerdfeger
Johann Ferdinand Josef Schwerdfeger, auch Jean-Ferdinand-Joseph Schwerdfeger (* 1734; † 10. März 1818) war ein deutscher Ebenist, der ab 1760 in Paris tätig war; seine Arbeiten sind bis 1790 nachweisbar. Er war ab 1786 maître.

## Würdigung
Schwerdfeger gehört zu der großen Gemeinde deutscher Handwerker der zweiten Hälfte des 18. Jahrhunderts, die, um der maroden wirtschaftlichen Situation und den Zwängen des deutschen Zunftwesens zu entkommen, nach Paris auswanderten und dort u. a. für den französischen Hof Möbel fertigten. Er gehört zu den bedeutenden Ebenisten der Zeit des Übergangs vom Style Louis XVI zum Style Empire, die die Entwicklung des Möbels im 18. Jahrhundert in Frankreich maßgeblich prägten. 
Neben Schwerdfeger gehören Christoph Wolff (1720–1795), Matthias Wilhelm Cramer († 1804), Joseph Stockel (1734–1802), Johann Heinrich Riesener (1734–1809), Jean Georges Schlichtig (1736–1782), Adam Weisweiler († 1820), Carl Erdmann Richter und Kaspar Schneider zu den bekanntesten deutschen Ebenisten im Paris der Zeit um 1780 bis 1790, die überwiegend in den Pariser Bezirken Faubourg Saint-Antoine und Quinze-vingts sowie dem Vorort Montreuil heimisch wurden.

## Werk
Von Schwerdfeger sind nur wenige gestempelte Arbeiten überliefert. Seine bekanntesten Möbel fertigte Johann Ferdinand Schwerdfeger um 1787 für Marie-Antoinette. Sie bestellte ein Möbel-Ensemble über Bonnefoy-Duplan nach Entwürfen von Dugourc in der Zeit der l'affaire du collier de la reine (Halsbandaffäre) als eigene Bestellung für ihr privates Garde-Meuble. 
Durch eine der Expertenkommissionen, die den Nachlass der verwaisten Schlösser der ci-devants verkaufte, wurde das Ensemble getrennt und befindet sich heute an drei verschiedenen Orten. Zwei Stücke, die Konsole und ein kleiner Schreibtisch befinden sich im Schlafzimmer des Ersten Stockes im Petit Trianon in Versailles. Zwei weitere, der Sekretär (Secrétaire à abattant) und eine kleine Kommode befinden sich im Museum of Fine Art in Boston. Ein weiterer Tisch des Ensembles befindet sich in Sèvres im Musée National de Ceramique de Sèvres.
Der Korpus ist aus Eiche gefertigt und in Mahagoni furniert. Den oberen Abschluss bilden Platten aus Marmor. Die Möbelstücke zeichnen sich durch feuervergoldete zauberhafte Bronzearbeiten aus, die dem maître bronzier Pierre-Philippe Thomire (* 1751; † 1843) zugeschrieben werden. Besondere Qualität haben dabei die gitterförmig durchbrochenen Kapitelle und gewebten, abwechselnd matt und brillierend kontrastierenden Bronzearbeiten. Diese Art der Bronze ist an allen Teilen des Ensembles zu finden. Eine weitere Besonderheit bildet der Tisch im Musée National de Ceramique de Sèvres, der eine Tischplatte aus Porcelain de Sèvres im Wedgwood-Stil besitzt.